# AG Weser

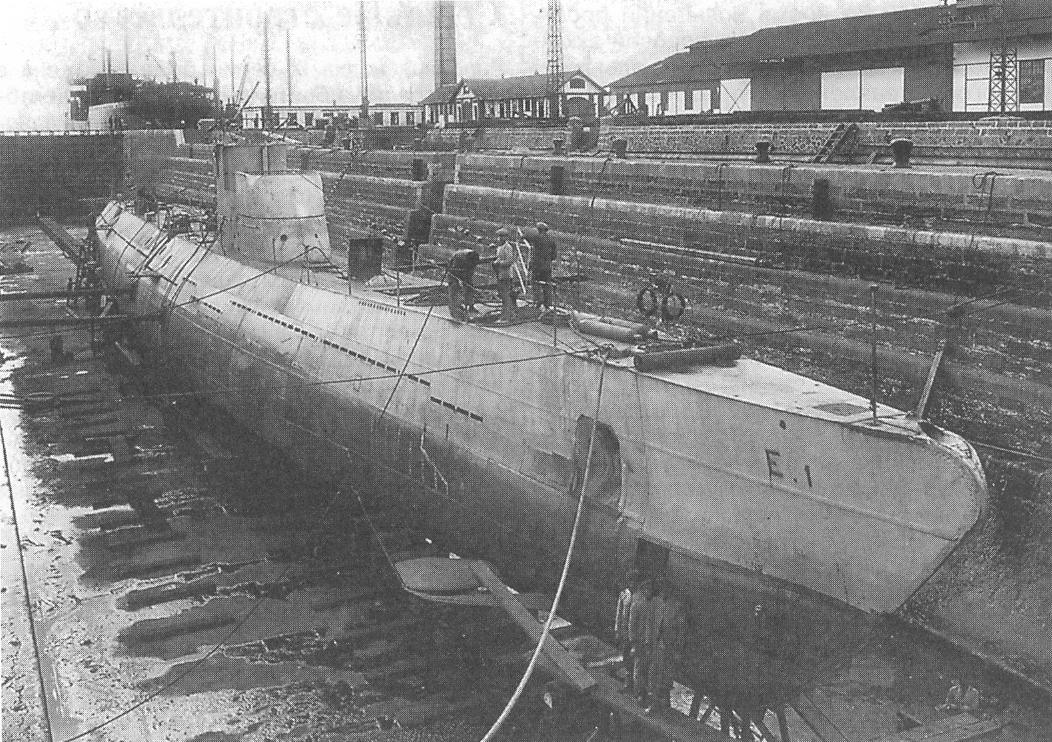
U-boot espanhol E-1 construído pela AG Weser.

Aktien-Gesellschaft „Weser“ (AG Weser) é um estaleiro alemão fundado em 1843 em Bremen. A empresa foi teve importante papel no esforço de guerra da Alemanha na Primeira Guerra Mundial e na Segunda Guerra Mundial.